# Гомбито
Гомбито (на италиански: Gombito) е село и община в провинция Кремона на италианския северен регион Ломбардия, намиращ се приблизително на 50 км югоизточно от Милано и на 30 км северозападно от Кремона.
По данни от 31 декември 2004 г. населението на селото е 624 души, а нейната площ е 9,1 км².
Гомбито граничи със следните села и градове, които са и общини: Бертонико, Кастелеоне, Кастильоне д'Ада, Формигара, Рипалта Арпина, Сан Басано.